# Zbrodnie w Terce

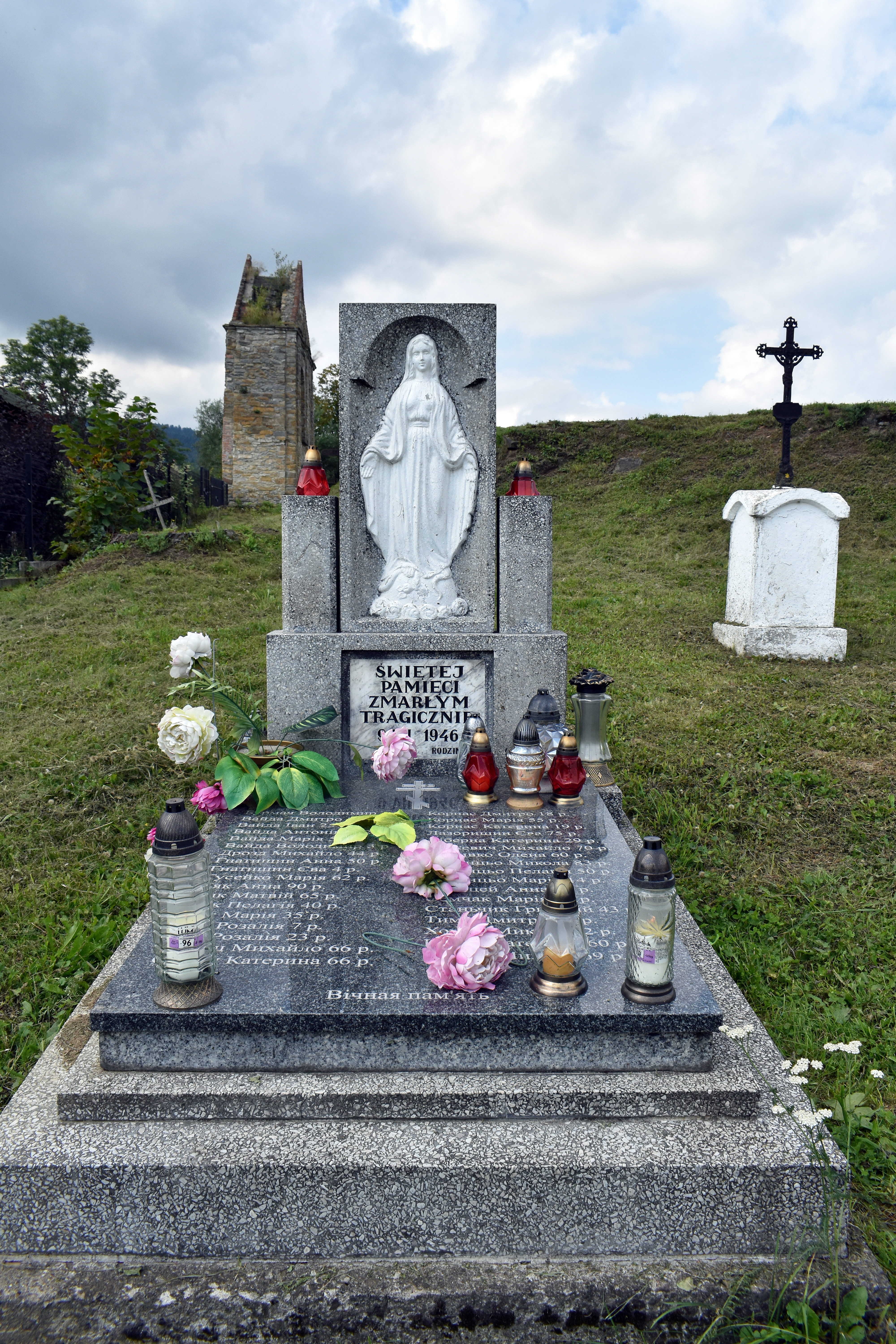
Symboliczny grób Ukraińców na cmentarzu w Terce.

Zbrodnie w Terce – zbrodnia dokonana w nocy 7 lipca 1946 przez ukraińską bojówkę Służby Bezpeky OUN-B na Polaku i Ukraińcu, a wcześniej na dwóch innych Ukraińcach, mieszkańcach Terki oraz zbrodnia dokonana 8 lipca 1946 w odwecie przez żołnierzy Wojsk Ochrony Pogranicza z 36 Komendy Odcinka 8 Oddziału Ochrony Pogranicza na 30 Ukraińcach, mieszkańcach wsi Terka.

## Obrót wydarzeń przed dokonaniem zbrodni
Jedną z głównych przyczyn nasilenia wzajemnych uprzedzeń między ukraińskimi i polskimi współmieszkańcami Terki była działalność miejscowych księży greckokatolickich (ks. Josefa Kecuna i Lwa Salwyckiego), polegająca na podjudzaniu i nawoływaniu do wrogości wobec Polaków. W drugiej połowie lipca 1944 na terenie Bieszczadów ukazały się obwieszczenia ukraińskich nacjonalistów, wzywające Polaków do opuszczenia wiosek w ciągu jednego dnia, bez możliwości zabrania dobytku. Za niewykonanie tego nakazu zgodnie z treścią obwieszczenia groziła śmierć. W związku z niezastosowaniem się do powyższych gróźb, nacjonaliści ukraińscy dokonali m.in. mordu 42 Polaków, mieszkańców Baligrodu. Planowano także wymordować polskich mieszkańców Terki. W tym samym czasie (w sierpniu 1944) na tereny Bieszczadów Zachodnich przybyła partyzantka sowiecka, dowodzona przez Polaka Mikołaja Kunickiego „Muchę”, z którą połączył się oddział Józefa Pawłusiewicza, stanowiący miejscową obronę dla ludności polskiej. Dzięki działalności Kunickiego, która polegała m.in. na rozsyłaniu pogróżek o ewentualnych akcjach odwetowych w przypadku powtórzenia się mordów, czystki prowadzone przez oddziały ukraińskie w Bieszczadach zostały w znacznym stopniu ograniczone. Latem 1945 działalność UPA ponownie się zaostrzyła, jej bojówki często kwaterowały w Terce, a mieszkańcy wsi byli zmuszani do przymusowego zaopatrywania ich w żywność i odzież pod groźbą represji. 1 maja 1946 w Wołkowyi zlokalizowano 36 Komendę Odcinka z 8 Oddziału WOP, którego żołnierze często przebywali w pobliskiej Terce.
4 lipca 1946 bojówki OUN uprowadziły 5 mieszkańców Terki; jednego Polaka i 4 Ukraińców (którzy zmienili wyznanie na rzymskokatolickie). Pośrednio w wyniku powyższego zdarzenia kapitan Lucjan Zubert (zastępca dowódcy do spraw liniowych 36 Komendy) 6 lipca wydał rozkaz wzięcia zakładników.

## Przebieg zbrodni
Tego samego dnia wieczorem przystąpiono do wykonywania rozkazu. Według ustaleń UPA zebrano 43 zakładników, z których co najmniej ¼ uciekła w drodze do miejsca docelowego, którym była Wołkowyja. Dzięki wstawiennictwu cywilnych Polaków uwolniono kolejnych kilka osób. Nazajutrz wystosowano ultimatum z żądaniem wypuszczenia osób uprowadzonych przez bojówki ukraińskie, w zamian za puszczenie wolno przetrzymywanych ukraińskich mieszkańców Terki. Tego samego dnia wieczorem (7 lipca) grupy ukraińskie przyprowadziły dwóch zakładników (Polaka i jednego z Ukraińców) do Terki i powiesili na przydrożnym drzewie, uprzednio rozbijając im głowy kolbami. Następnego dnia, po otrzymaniu wiadomości o zamordowaniu dwóch osób, podjęto decyzję o rozstrzelaniu zakładników. Akcją kierował osobiście kpt. Lucjan Zubert. 8 lipca zakładnicy zostali doprowadzeni ponownie do Terki (podczas marszu udało się zbiec jednej osobie) i zapędzeni do drewnianego domu. Tutaj uwolniono kolejnych 5 osób, a 3 mężczyzn zabrano na cmentarz do kopania grobu dla powieszonych przez SB OUN, poza tym z chaty zbiegł jeden chłopiec Wasyl Soniak, który przeżył masakrę, a potem jego zeznania zostały spisane i porównane z zeznaniami żołnierzy WOP z Wołkowyi.
W chacie pozostało 20 osób (nie licząc chłopca, któremu udało się uciec), przede wszystkim kobiety i dzieci. W morderstwie bezpośrednio uczestniczyło 2 żołnierzy pochodzących z Kresów Wschodnich, którzy prawdopodobnie mieli się zgłosić do wykonania tego zadania na ochotnika, ponieważ ich bliscy zostali zamordowani przez podziemie ukraińskie. Pozostali żołnierze pilnowali otoczenia budynku. Morderstwa dokonano przy użyciu pistoletu maszynowego i obrzuceniu wnętrza budynku granatami, następnie chatę oblano benzyną i podpalono. Zginęło 20 niewinnych osób. Prócz wspomnianych ofiar, żołnierze po tym zdarzeniu zamordowali kolejnych 7 ukraińskich mieszkańców Terki, oraz 3 mężczyzn, odprowadzonych wcześniej na cmentarz.
Żołnierze WOP zabili w sumie 30 osób i spalili kilkanaście gospodarstw.
W 1999 roku w tej sprawie Delegatura IPN w Rzeszowie prowadziła śledztwo nr S 7/00/Zk, w toku którego udało się ustalić jednego sprawcę – był nim Hryhorij Łoszycia, Ukrainiec, współpracujący z żołnierzami Odcinka WOP w Wołkowyi. Nie postawiono mu zarzutów, bowiem już nie żył (zmarł w 1991). Zarzuty przedstawiono także dwóm byłym żołnierzom 36 Komendy Odcinka WOP, lecz z braku dostatecznych dowodów winy prokuratura zmuszona była odstąpić od oskarżenia.

## Późniejsza akcja odwetowa UPA
W odwecie za mord w Terce UPA z 14 na 15 lipca 1946 (lub z 15 na 16) przeprowadziła atak na Wołkowyję. W sile około 200 osób, sotnie z kurenia Rena i sotnia Łastwiki z kurenia Bajdy zaatakowały garnizon WOP w Wołkowyi. Atak został odparty. W czasie walk miejscowa bojówka UPA paliła zabudowania i mordowała polskich mężczyzn, kobiety i dzieci.
Życie straciło 30 mieszkańców Wołkowyi, w tym w większości Polaków. W tym pięciu WOP-istów zostało rannych, a dwóch zginęło.

## Upamiętnienie zbrodni
W 1985 na cmentarzu w Terce odsłonięto na mogile nagrobek upamiętniający mord ukraińskich mieszkańców wsi z listą 33 ofiar mordu. Tablica zawiera szereg błędów, między innymi znalazły się na niej nazwiska osób, które zginęły w innych okolicznościach. Również sama data mordu jest błędna.
Natomiast groby Polaków zamordowanych w Wołkowyi przez UPA znajdują się na tamtejszym cmentarzu.